# Попчиха (Устюженский район)
Попчиха — деревня в Устюженском районе Вологодской области.
Входит в состав Лентьевского сельского поселения (с 1 января 2006 года по 11 января 2007 года входила в Моденское сельское поселение), с точки зрения административно-территориального деления — в Моденский сельсовет.
Расположена на берегах реки Ваня. Расстояние до районного центра Устюжны по автодороге — 31 км, до центра муниципального образования деревни Лентьево  по прямой — 10 км. Ближайшие населённые пункты — Ванское, Колоколец, Александрово-Марьино.
Население по данным переписи 2002 года — 80 человек (30 мужчин, 50 женщин). Преобладающая национальность — русские (99 %).